# Гусман, Изабель
Изабелла Касильяс Гусман (англ. Isabella Casillas Guzman; род. 1970/1971) — американский государственный служащий, кандидат на должность администратора Управления по делам малого бизнеса в администрации Байдена.

## Ранняя жизнь и образование
Гусман родилась в Бербанке, Калифорния. Она происходит из четырёх поколений техасцев, которые бежали от Мексиканской революции из штатов Агуаскальентес и Халиско в Мексике. Она также еврейского, немецкого и, возможно, китайского происхождения.
В 1960-е годы отец Гусман переехал из Техаса в Лос-Анджелес.
Гусман получила степень бакалавра наук в Уортонской школе Пенсильванского университета.

## Карьера
С апреля 2019 года Гусман занимала должность директора Калифорнийского офиса Защитника малого бизнеса, отдела Управления экономического развития при губернаторе Калифорнии. Она также была заместителем руководителя аппарата администратора Управления по делам малого бизнеса в администрации Обамы. Гусман также была директором по стратегическим инициативам в ProAmerica Bank в Лос-Анджелесе.
7 января 2021 года было объявлено, что Гусман будет кандидатом избранного президента Джо Байдена на должность администратора Управления по делам малого бизнеса.